# Wilhelm Baumann (Lehrer)
Wilhelm Baumann (* 15. September 1895 in München; † 3. Oktober 1982 in Starnberg) war ein deutscher Lehrer.

## Leben
Baumann besuchte die Volksschule und die Lehrerbildungsanstalt. 1913 begann er als Schulpraktikant an der Volksschule Raitenhaslach. 1916 begann er als Aushilfslehrkraft an mehreren Volksschulen. Ein Jahr später legte er die Prüfung für den Volksschuldienst ab, 1920 wurde er schließlich zum Lehrer ernannt. In diesem Beruf war er bis 1930 tätig, daneben auch einigen gewerblichen und landwirtschaftlichen Berufsschulen. In den Zwanziger Jahren bis 1933 war er erster Vorsitzender der Arbeitsgemeinschaft der Junglehrerschaft in Oberbayern und in Bayern, außerdem gehörte er dem Haupt-Ausschuss des Bayerischen Lehrervereins und der schulpolitischen Hauptstelle des deutschen Lehrerverbands an. In dieser Zeit studierte er Pädagogik an der Universität München. 1930 wurde er Bezirksoberlehrer und Leiter des Fortbildungsbezirks Berchtesgaden, ein Jahr später Hauptlehrer. 1933 wurde er in Schutzhaft genommen und dem Amt des Fortbildungsleiters enthoben. Nachdem er auch im Zweiten Weltkrieg als Soldat tätig gewesen war, wurde er im Mai 1945 Schulrat der Landkreise Starnberg und Fürstenfeldbruck. Im selben Jahr ernannte man ihn zum Regierungsschulrat bei der Regierung von Oberbayern und zum Leiter der Schulabteilung, ein Jahr später als Regierungsdirektor im Bayerischen Staatsministerium für Unterricht und Kultus. Von 1947 an war er am Schulamt in Starnberg tätig, ein Jahr später im Schulaufsichtsdienst, bis er 1960 in den Ruhestand ging.
Baumann gründete den Landesverband der bayerischen Schulräte, deren Vorsitzender er bis 1955 war. 1951 war er Gründungsmitglied der Gewerkschaft Erziehung und Wissenschaft, 1965 wurde er deren Ehrenvorsitzender. Ferner gehörte er der schulpolitischen Hauptstelle der Arbeitsgemeinschaft Deutscher Lehrerverbände und dem schulpolitischen Ausschuss sowie dem Landesschulbeirat des DGB an, ebenso dem Beirat der Akademie für Politische Bildung. Von 1956 bis 1967 war er Mitglied des Bayerischen Senats.
Am 13. Januar 1964 wurde er mit dem Bayerischen Verdienstorden ausgezeichnet.